# Donald Trump e o fascismo

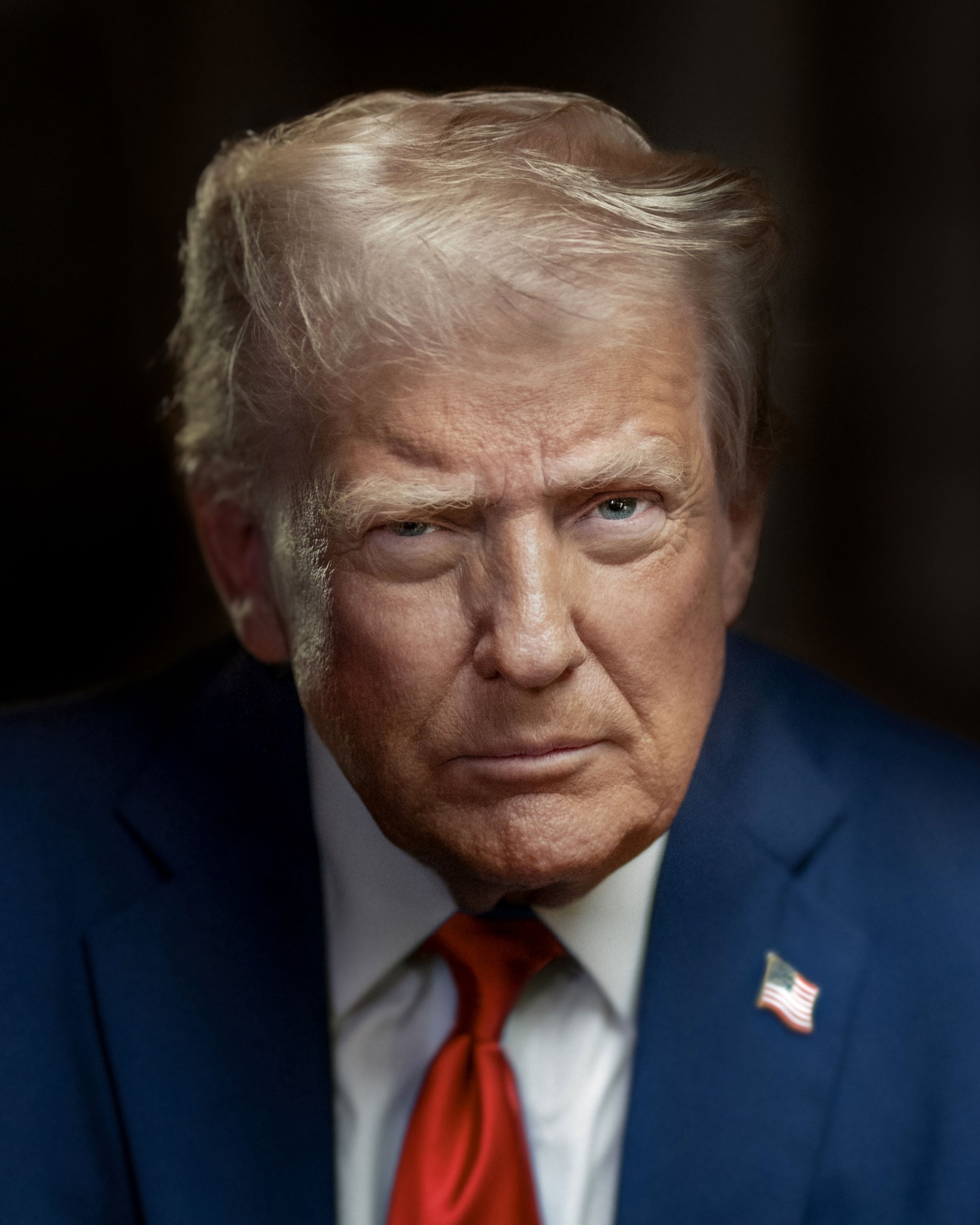
Retrato oficial, 2025.

Tem havido um debate acadêmico e político significativo sobre se Donald Trump, o 45º e o 47º presidente dos Estados Unidos, pode ser considerado fascista, especialmente durante sua campanha presidencial de 2024 e seu segundo mandato.
Vários acadêmicos proeminentes, ex-funcionários e críticos o compararam a líderes fascistas em relação a ações e retórica autoritária, enquanto outros rejeitaram o rótulo.
Trump apoiou a violência política contra oponentes; muitos acadêmicos citaram o envolvimento de Trump no ataque ao Capitólio dos Estados Unidos em 6 de janeiro como um exemplo de fascismo. Trump foi acusado de racismo e xenofobia em relação à sua retórica em relação a imigrantes ilegais e às suas políticas de deportação em massa e separação de famílias. Trump tem um grande número de seguidores dedicados, às vezes chamados de culto à personalidade. A retórica e as tendências autoritárias de Trump e seus aliados, especialmente durante seu segundo mandato, têm sido comparadas às de líderes fascistas anteriores. Alguns estudiosos, por outro lado, consideram Trump mais um populista autoritário, um populista de extrema-direita, um nacionalista ou uma ideologia diferente.

## Contexto

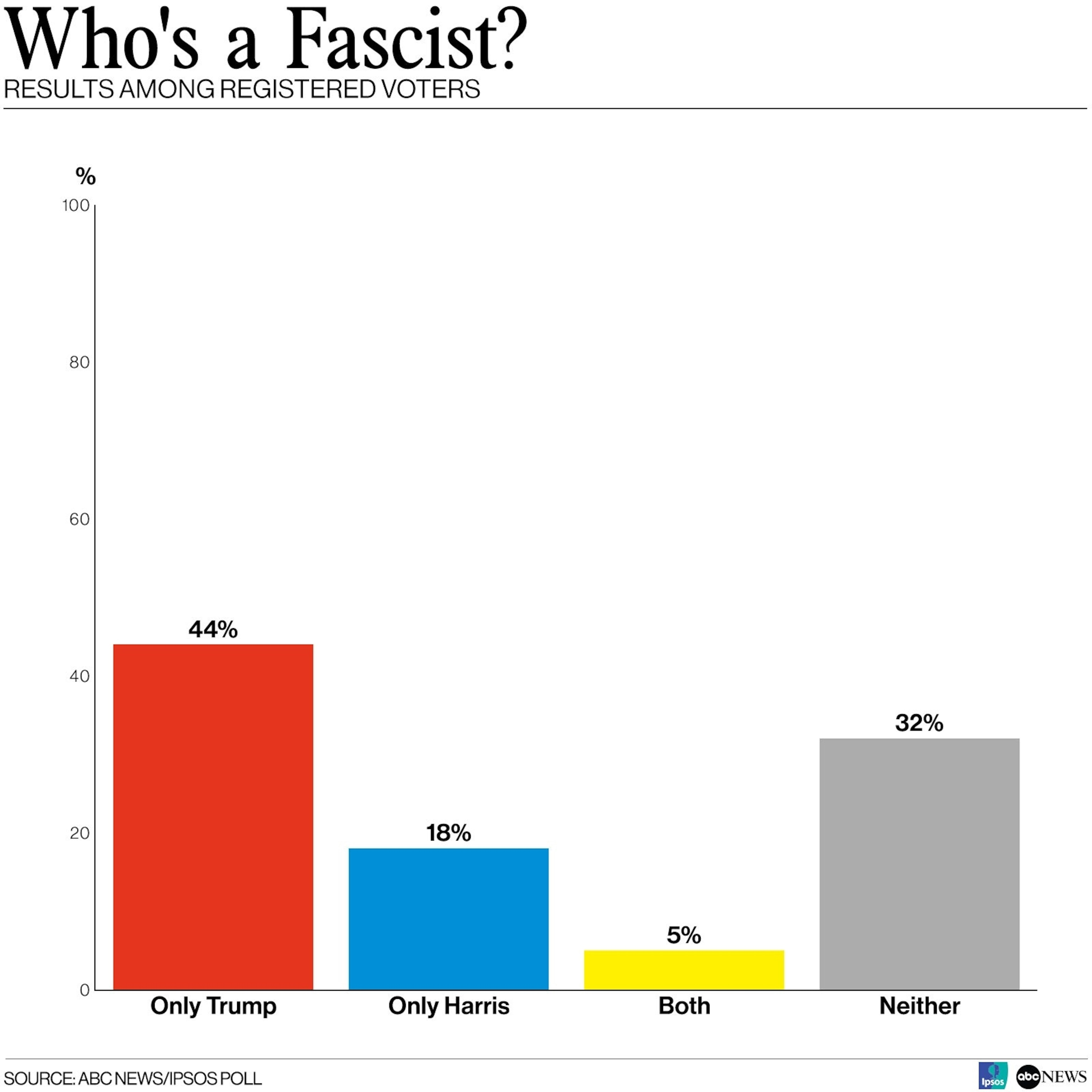
"Quem é fascista?" Uma pesquisa realizada em outubro de 2024 pela ABC News e pela Ipsos, indicou que, entre os candidatos à eleição presidencial de 2024 nos Estados Unidos, 49% dos eleitores registrados, consideravam Trump um fascista.

Donald Trump é um empresário e político americano que foi o 45º presidente dos Estados Unidos de 2017 a 2021 e é o 47º presidente desde janeiro de 2025. Ele concorreu três vezes como candidato do Partido Republicano à presidência, vencendo Hillary Clinton em 2016, perdendo para Joe Biden em 2020 e vencendo novamente enfrentando Kamala Harris em 2024.
Fascismo é um termo ideológico que se refere a um amplo conjunto de aspirações e influências que surgiram no início do século XX, exemplificadas pelos ditadores europeus Benito Mussolini, Adolf Hitler e Francisco Franco; e inclui elementos de nacionalismo, imposição de hierarquias sociais, ódio a grupos sociais minoritários, oposição ao liberalismo, culto à personalidade, racismo e amor a símbolos militaristas.
Desde que Trump foi eleito em 2016, muitos acadêmicos compararam a política de Trump ao fascismo. Vários apontaram que existem contrastes entre o fascismo histórico e a política de Trump. Muitos também argumentaram que "elementos fascistas" operaram dentro e ao redor do movimento de Trump. Após o ataque de 6 de janeiro, algumas vozes na comunidade acadêmica sentiram que as coisas haviam mudado e que a política de Trump e suas conexões com o fascismo mereciam maior escrutínio. De acordo com uma pesquisa de outubro de 2024 realizada pela ABC News e Ipsos, 49% dos eleitores americanos registrados consideravam Trump um fascista, definido na pesquisa como "um extremista político que busca agir como um ditador, desrespeita os direitos individuais e ameaça ou usa a força contra seus oponentes", enquanto 23% consideravam Kamala Harris uma fascista. Outra pesquisa da YouGov, do mesmo ano, relatou que cerca de 20% dos americanos acreditavam que Trump via Hitler como completamente mau; entre os entrevistados republicanos, quatro em cada dez acreditavam que Trump defendia essa posição. A mesma pesquisa relatou que quase metade dos eleitores de Trump continuaria a apoiar um candidato político mesmo que ele ou ela afirmasse que Hitler havia feito algumas coisas boas, uma posição defendida por um quarto de todos os entrevistados.

## Comparações

### Sentimento antidemocrático e iliberalismo

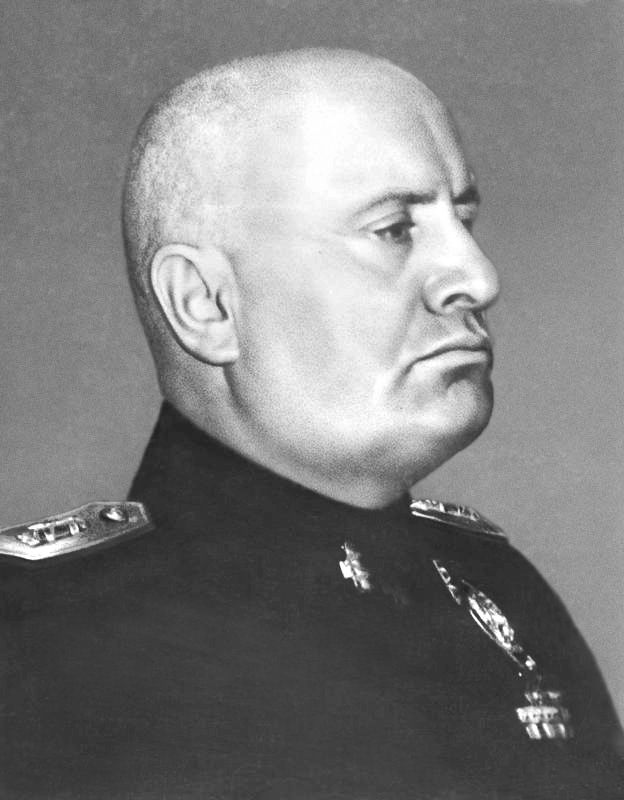
Historiadores e especialistas eleitorais compararam as tendências antidemocráticas e a personalidade egoísta de Trump aos sentimentos e à retórica de Benito Mussolini e do fascismo italiano.

O trumpismo tem sido comparado ao fascismo italiano de Benito Mussolini por críticos de Trump. Historiadores e especialistas eleitorais compararam as tendências antidemocráticas e a personalidade egoísta de Trump aos sentimentos e à retórica de Benito Mussolini e do fascismo italiano. O trumpismo apresenta fortes elementos autoritários, em detrimento da prevalência do fascismo e do neofascismo dentro do trumpismo. Vários acadêmicos rejeitaram comparações com o fascismo, considerando Trump autoritário e populista.
Durante sua campanha de 2016, Trump insinuou que não aceitaria os resultados da eleição presidencial de 2016 nos Estados Unidos se não vencesse, alegando preventivamente que só poderia perder devido a fraude eleitoral. Após sua derrota para Joe Biden na eleição presidencial de 2020 nos Estados Unidos, Trump e outros republicanos tentaram anular os resultados, fazendo falsas alegações generalizadas de fraude. Devido a essas falsas alegações, além do ataque ao Capitólio dos Estados Unidos em 6 de janeiro, incitado por Trump, oponentes políticos o rotularam como uma "ameaça à democracia".
Em 2020, o jornalista Patrick Cockburn afirmou que as políticas de Trump corriam o risco de transformar os Estados Unidos numa democracia iliberal semelhante à Turquia, Polônia, Hungria, Brasil e Filipinas. De acordo com o advogado de direitos civis Burt Neuborne e o teórico político William E. Connolly, a retórica de Trump emprega tropos semelhantes aos usados pelos fascistas na Alemanha, para persuadir os cidadãos (inicialmente uma minoria) a abandonar a democracia, usando uma enxurrada de falsidades, meias-verdades, insultos pessoais, xenofobia, ameaças à segurança nacional, intolerância religiosa, racismo branco, exploração da insegurança econômica e uma busca incessante por bodes expiatórios. Algumas pesquisas destacaram as conexões de Trump com o neoliberalismo e argumentaram que suas políticas representam uma intensificação dessas políticas como parte de uma "invasão fascista" na política americana. Corporocracia e plutocracia são conceitos frequentemente usados para descrever o elitismo corporativo associado a Trump.
Durante sua campanha de 2024, Trump fez inúmeras declarações autoritárias e antidemocráticas. Comentários anteriores de Trump, como a sugestão de que pode "revogar" a Constituição para reverter sua derrota eleitoral, sua afirmação de que só seria ditador no "primeiro dia" de sua presidência e não depois, sua promessa de usar o Departamento de Justiça para perseguir seus inimigos políticos, e seu plano de usar a Lei da Insurreição de 1807 para mobilizar as Forças Armadas em cidades e estados democratas, levantaram preocupações sobre a retórica de Trump.

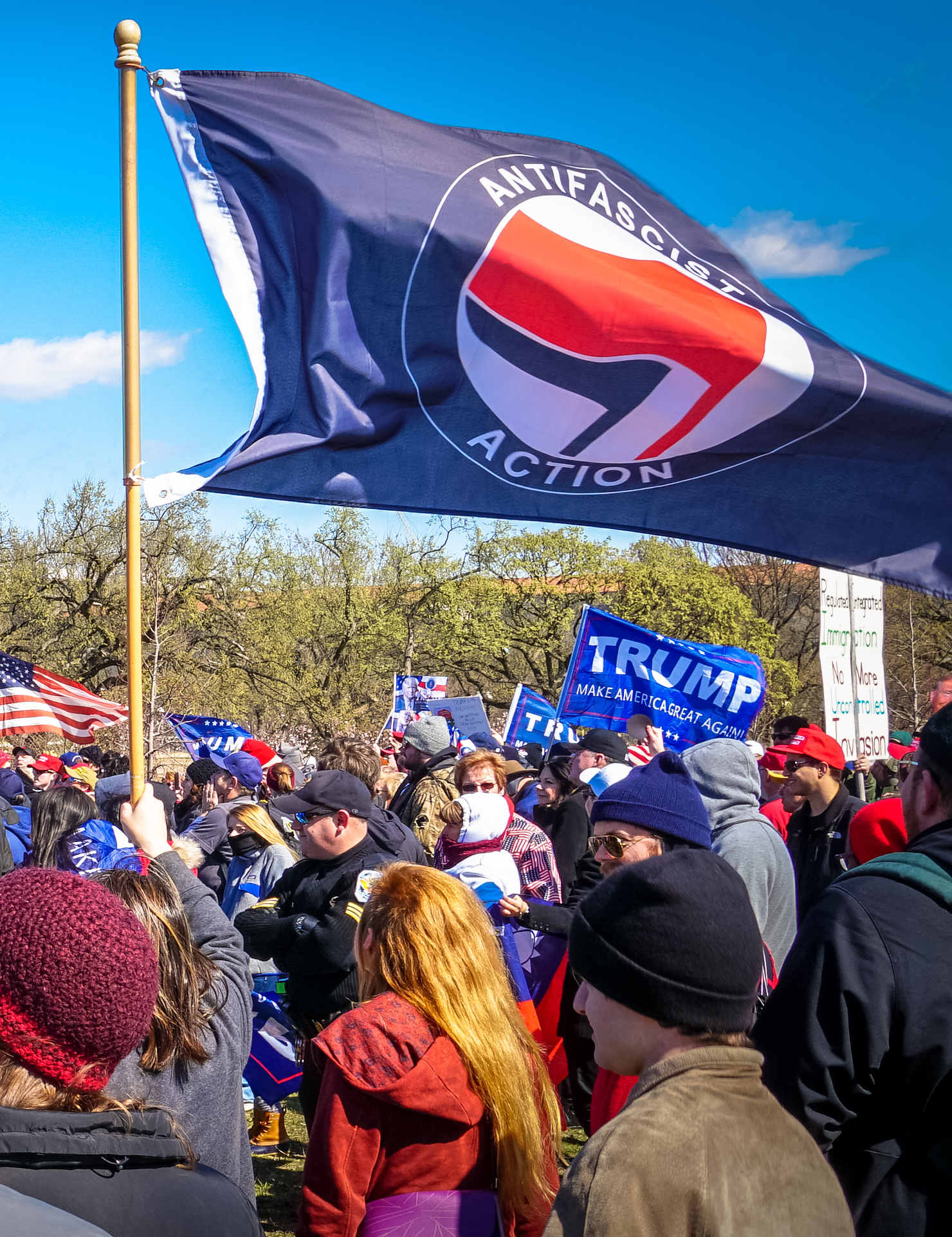
Durante seu mandato como presidente, Trump e seus aliados tentaram classificar a Antifa, um movimento de oposição, como uma organização terrorista. Tentativas anteriores de enquadrar oponentes do fascismo como terroristas também foram feitas por fascistas da década de 1930.

Trump afirmou que enviaria militares a solo americano para combater "o inimigo interno", que ele descreve como "lunáticos da esquerda radical" e políticos democratas como Adam Schiff. Sua retórica política, desde 2016, tem se baseado numa estrutura de "nós versus eles", com o grupo interno sendo definido como "americanos de verdade" e o rival, como grupos externos, incluindo muçulmanos, esquerdistas, intelectuais e imigrantes. Ele tem repetidamente incentivado cânticos armados em seus comícios, incluindo apelos para prender a candidata presidencial democrata de 2016, Hillary Clinton, e promovido a teoria da conspiração de que o filantropo judeu George Soros foi responsável por um grande fluxo de imigração ilegal do México para os Estados Unidos.
Trump tem repetidamente manifestado apoio à proibição de dissidência política e críticas que considere enganosas ou que questionem suas pretensões ao poder. Após o general Mark Milley afirmar que Trump começaria a perseguir seus oponentes políticos caso vencesse as eleições presidenciais de 2024, Trump sugeriu que Milley fosse executado por traição, com o deputado republicano Paul Gosar afirmando ainda que, numa sociedade melhor, "o general Milley, que promove a sodomia, seria enforcado". O general aposentado Barry McCaffrey disse, a respeito das declarações de Trump, que "o que estamos vendo é um paralelo com a década de 1930 na Alemanha nazista". O plano político formal de Trump para um segundo mandato, a Agenda 47, foi caracterizado como fascista. A historiadora Ruth Ben-Ghiat afirmou que as semelhanças entre o Projeto 2025 da Heritage Foundation e as "Leis para a Defesa do Estado" de Mussolini, que transformaram a Itália em um regime repressivo, são "impressionantes", citando a eliminação da independência judicial e o fortalecimento do poder executivo.
Daniel Ziblatt, autor de How Democracies Die, afirmou que o uso combinado de falsas alegações contra seus oponentes políticos e alusões à retaliação por parte de patriotas americanos por Trump é semelhante às táticas usadas por Hugo Chávez, da Venezuela, e por fascistas europeus da década de 1930. Uma análise da NPR constatou que, entre 2022 e outubro de 2024, "Trump fez mais de 100 ameaças de investigar, processar, prender ou punir de alguma forma seus supostos oponentes".
Em fevereiro de 2025, Trump postou uma imagem gerada por computador de si mesmo usando uma coroa, declarando "Vida longa ao rei!". Os críticos interpretaram isso como evidência de que Trump tinha tendências monarquistas.

### Violência política
Trump expressou repetidamente apoio a ações violentas por parte de autoridades policiais e seus apoiadores desde os primeiros dias de sua primeira campanha presidencial, em agosto de 2015. Durante sua presidência, ele teria exigido que imigrantes indocumentados fossem baleados na perna como forma de dissuasão. Ele sugeriu que seus manifestantes fossem "nocauteados" por seus apoiadores e elogiou o então candidato à Câmara, Greg Gianforte, após ele ter agredido fisicamente o repórter do The Guardian, Ben Jacobs, enquanto ele fazia perguntas, afirmando que "qualquer cara que consegue dar um golpe corporal é o meu tipo de cara". Trump disse em um comício em 2016: "Eu poderia ficar no meio da Quinta Avenida e atirar em alguém que não perderia votos". Ele já havia brincado sobre o assunto de matar jornalistas diversas vezes, inclusive quando disse que "jamais os mataria", antes de reconsiderar: "Hã, vejamos, né? ... Não, eu não mataria. Eu jamais os mataria, mas eu os odeio. E alguns deles são pessoas tão mentirosas e repugnantes, é verdade". Alguns historiadores consideram o elogio de Trump à violência contra seus críticos, entre outros comportamentos, como uma característica do fascismo.
Em um comício no Missouri que resultou em várias brigas e prisões, Trump reclamou, após ser interrompido pelos manifestantes, que não havia mais "consequências" em protestar e declarou: "Sabe, parte do problema e parte da razão pela isso se prolonga, é que ninguém mais quer machucar uns aos outros, certo?" Em um discurso de 2017 dirigido a policiais, Trump os encorajou a serem "duros" com os suspeitos. Trump descreveu, em 2016, os casos de violência em seus comícios como "apropriados".
Ele disse durante a eleição de 2016 que "o pessoal da Segunda Emenda" poderia impedir a nomeação de juízes democratas para a Suprema Corte. Em 2019, ele declarou: "Tenho o apoio da polícia, o apoio dos militares, o apoio dos Motociclistas por Trump, tenho pessoas duronas, mas elas não bancam as duronas até chegar a um certo ponto, e aí seria muito, muito ruim". Em uma entrevista de 2018 com o repórter da Axios, Jim Vandehei, o entrevistador perguntou: "quando você diz 'inimigo do povo, inimigo do povo', ... o que acontece se, de repente, alguém for baleado, alguém atirar em um desses repórteres?", ao que Trump respondeu: "é minha única forma de revidar". Trump elogiou líderes autoritários modernos diversas vezes. Em 2016, expressou respeito por Kim Jong-un pelo assassinato de seu tio, dizendo: "É incrível. Ele exterminou o tio. Ele exterminou este, aquele." Ele elogiou Vladimir Putin diversas vezes e, em 2018, elogiou a capacidade de Xi Jinping de eliminar os limites de seu mandato. Sobre os protestos na Praça da Paz Celestial, ele disse: "Quando os estudantes invadiram a Praça da Paz Celestial, o governo chinês quase a destruiu. Eles foram cruéis, horríveis, mas reprimiram com força. Isso mostra o poder da força". Trump frequentemente usa termos negativos para descrever líderes democráticos, chamando a alemã Angela Merkel de "estúpida", o canadense Justin Trudeau de "duvidoso" e o francês Emmanuel Macron de "muito, muito desagradável". Ele chamou o presidente egípcio Abdel Fattah el-Sisi de "meu ditador favorito".
Durante os protestos por George Floyd, Trump instou seu general Mark Milley a se encarregar de lidar com os manifestantes. Após a resistência de Milley, afirmando que a Guarda Nacional deveria ser mobilizada, Trump disse à sua equipe: "Vocês são todos uns perdedores!" e perguntou a Mark Milley: "Vocês não podem simplesmente atirar neles? Atirar nas pernas deles ou algo assim?" Posteriormente, Milley escreveu uma carta de demissão para Trump, que afirmava, referindo-se ao papel dos Estados Unidos na Segunda Guerra Mundial, que "aquela geração, como todas as gerações, lutou contra isso, lutou contra o fascismo, lutou contra o nazismo, lutou contra o extremismo... Agora está óbvio para mim que você não entende essa ordem mundial. Você não entende do que se tratava a guerra. Na verdade, você concorda com muitos dos princípios contra os quais lutamos". Ele finalmente decidiu não enviar a carta a Trump e manteve sua posição.

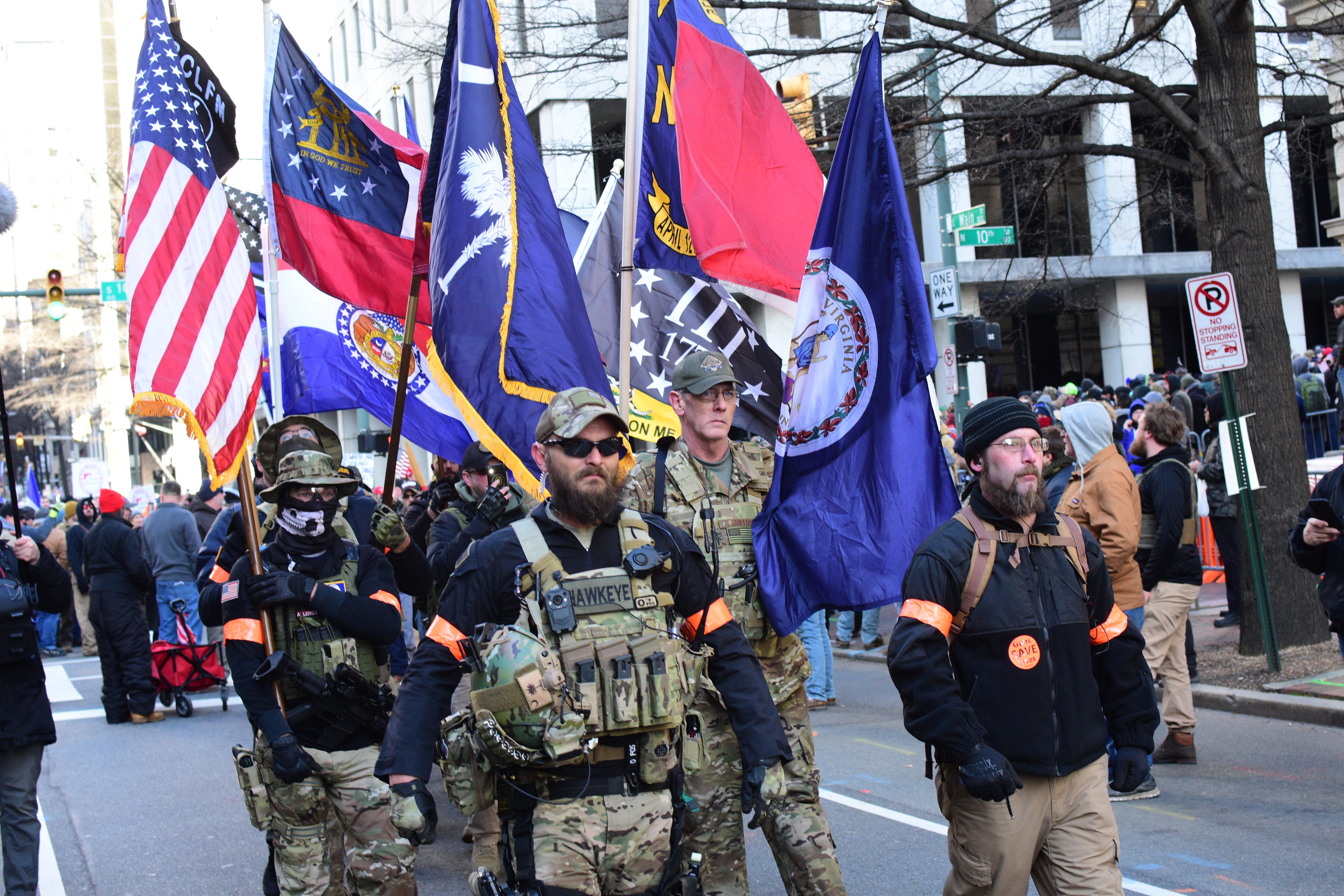
Three Percenters num comício na Virgínia, janeiro de 2020.

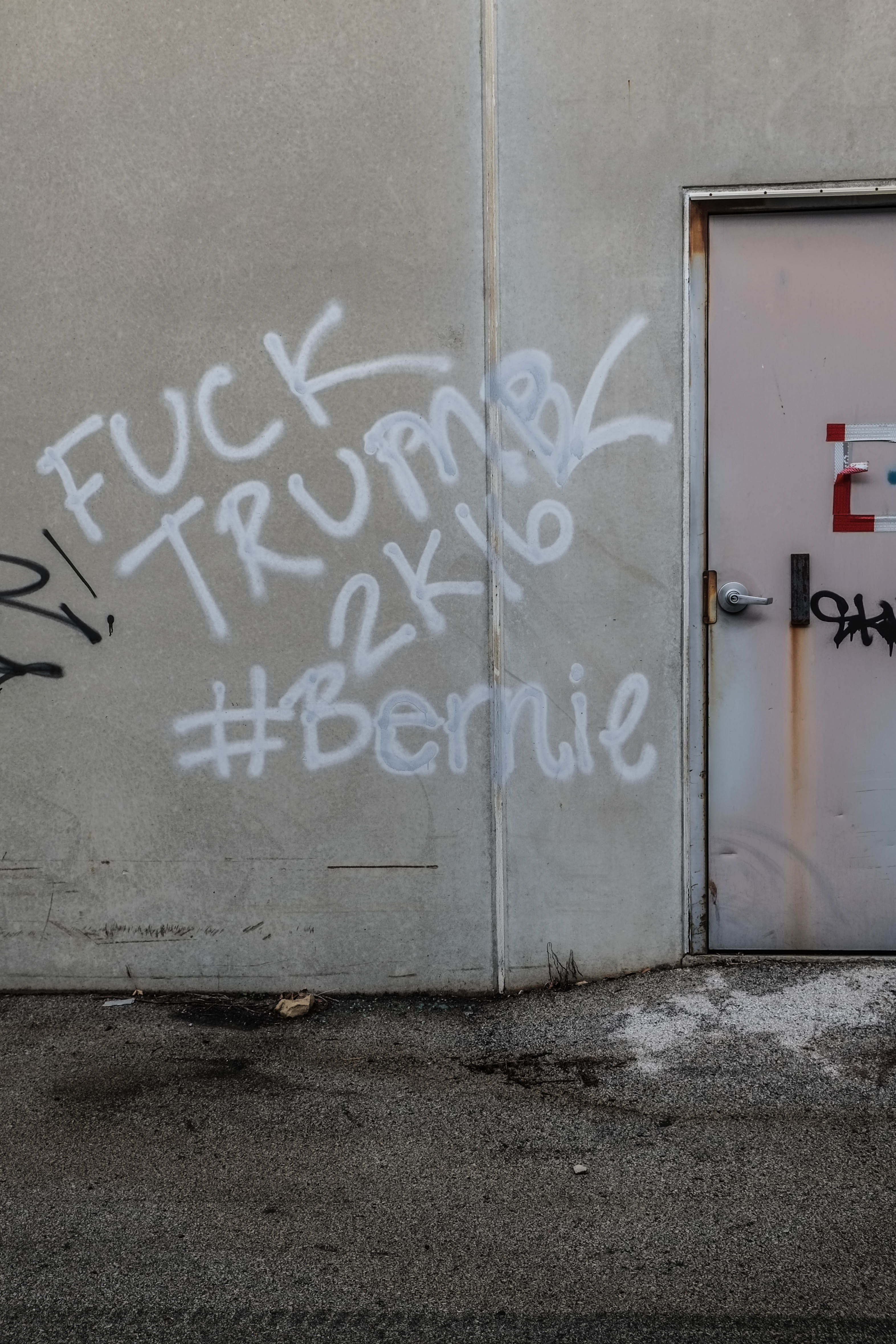
Durante a eleição de 2016, ocorreram várias brigas entre apoiadores de Trump e os de Hillary Clinton e Bernie Sanders. Tanto Clinton quanto Sanders se distanciaram de seus apoiadores violentos. Trump, por outro lado, elogiou diversas vezes as ações violentas de seus apoiadores e se ofereceu para pagar seus honorários advocatícios. No mesmo ano, Trump acusou Sanders de enviar "seus desordeiros" aos seus eventos e tuitou: "Cuidado, Bernie, ou meus apoiadores vão para cima dos seus!"

Bob Dreyfuss, escrevendo para The Nation, observou que Trump recebeu apoio e segurança de grupos paramilitares, incluindo os Oath Keepers, os Proud Boys e os Three Percenters, e propôs um paralelo com as milícias civis que Hitler e Mussolini utilizaram. Descreveu o Fasci Italiani di Combattimento de Mussolini, que foi estabelecido no início da década de 1920 como uma milícia de rua descentralizada, que atacaria seus oponentes políticos, e a Sturmabteilung (SA) de Hitler, que forneceu proteção a Hitler durante seus eventos de rua e se envolveu em violência contra oponentes políticos, assumindo violentamente o controle da cidade de Coburgo em novembro de 1922. Trump disse aos Proud Boys para "recuar e ficar atentos" em 2020, antes do grupo participar do ataque de 6 de janeiro, e durante a presidência de Trump, vários de seus apoiadores armados ocuparam diversas capitais estaduais, se organizaram ao redor da fronteira mexicana e se envolveram em brigas de rua com manifestantes da Antifa e do Black Lives Matter. Depois que um manifestante negro foi espancado por seus apoiadores durante um comício em 2015, Trump disse que o homem "deveria ter sido agredido". O estudioso do fascismo Steve Ross disse que, embora não acreditasse que Trump fosse Hitler, "a mesma coisa aconteceu na Alemanha na década de 1920, com pessoas sendo agredidas pelos camisas-pardas, e elas mereciam porque eram judeus, marxistas, radicais, dissidentes e ciganos. Era isso que Hitler estava dizendo".
Depois que um manifestante foi retirado de seu comício em 2016, Trump disse: "Tente não machucá-lo. Se fizer isso, eu o defenderei no tribunal. Não se preocupe com isso." No mesmo ano, ele disse: "Se você vir alguém se preparando para atirar tomates, dê uma pancada nele, por favor? Sério. OK. Só bata... eu prometo que pagarei as custas processuais". Ele disse: "Eu adoro os velhos tempos, sabia? Sabe o que eu odeio? Tem um cara totalmente descontrolado, dando socos. Não podemos mais revidar. Eu adoro os velhos tempos. Sabe o que faziam com caras assim, quando estavam num lugar como este? Eles saíam carregados numa maca, pessoal". Trump disse no mesmo ano, sobre um manifestante anti-Trump que estava sendo retirado de seu comício, que "gostaria de dar um soco na cara dele".

#### Ataque de 6 de janeiro

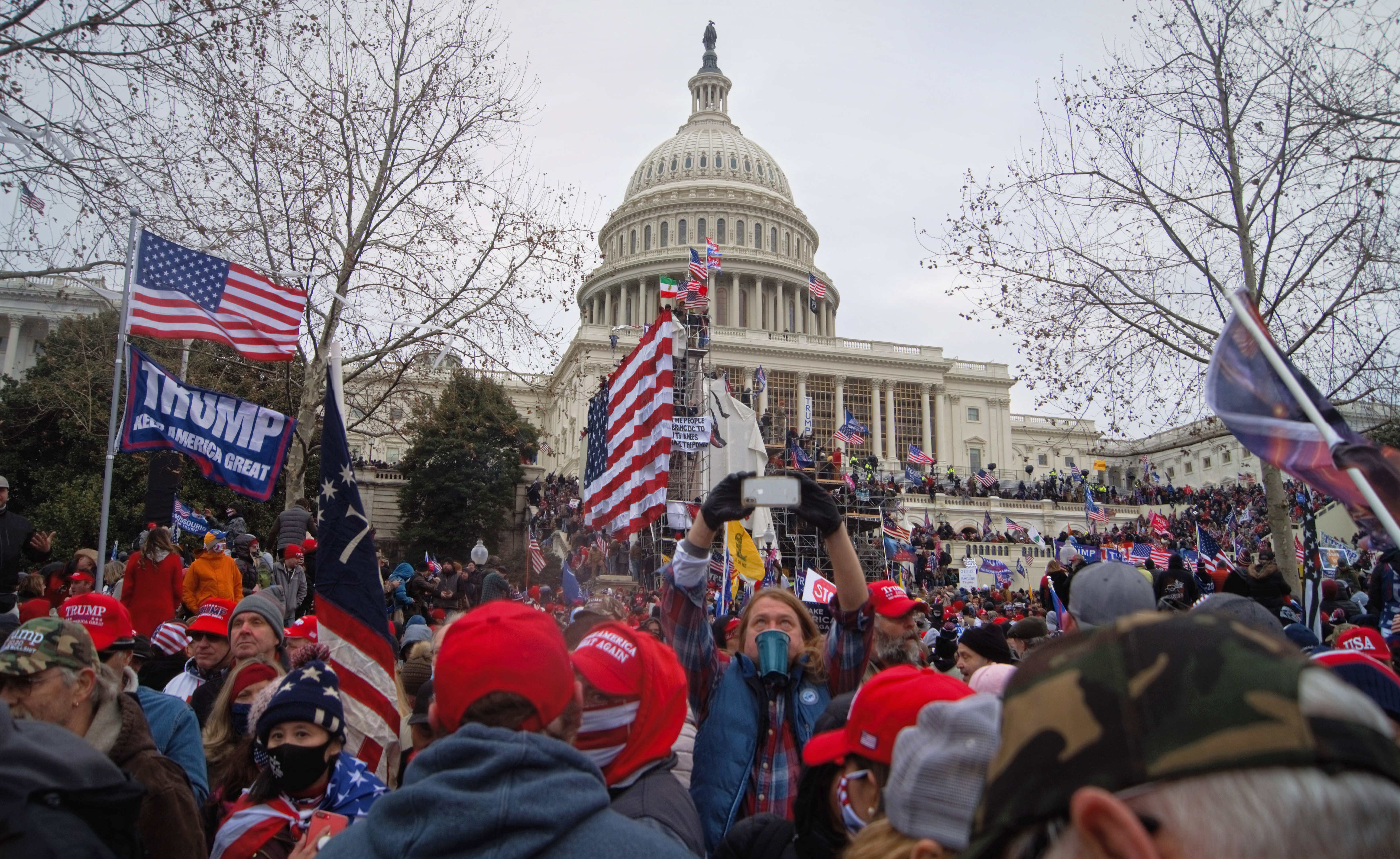
O ataque ao Capitólio dos Estados Unidos em 6 de janeiro foi comparado ao Putsch da Cervejaria por alguns acadêmicos.

O ataque ao Capitólio dos Estados Unidos por apoiadores de Donald Trump em 6 de janeiro de 2021 foi comparado por alguns acadêmicos ao Putsch da Cervejaria, uma tentativa fracassada de golpe na Alemanha pelo líder do Partido Nazista, Adolf Hitler, contra o governo de Weimar em 1923.
O autor de A Anatomia do Fascismo, Robert Paxton, cientista político e historiador especializado no estudo do fascismo, negou anteriormente que Trump deveria ser rotulado de fascista, mas mudou de opinião após o ataque de 6 de janeiro. Paxton viu o ataque ao Capitólio como semelhante à marcha de Mussolini sobre Roma em 1922, na qual seus "camisas negras" tomaram com sucesso a capital da Itália, e ao motim antiparlamentar de extrema direita em Paris em 1934; no entanto, ele também acredita que "a palavra fascismo foi rebaixada a um epíteto, tornando-se uma ferramenta cada vez menos útil para analisar os movimentos políticos de nossos tempos". Em 2024, a historiadora Ruth Ben-Ghiat escreveu que, assim como Mussolini finalmente perdoou os camisas negras que o ajudaram a ascender ao poder, "Trump também já prometeu perdoar" seus apoiadores que foram condenados por crimes relacionados a 6 de janeiro. Em 2025, Trump perdoou todos os manifestantes do Capitólio em 6 de janeiro, incluindo aqueles que agrediram policiais e réus com violência doméstica, homicídio culposo, "produção de material de abuso sexual infantil", estupro e abuso sexual infantil em seus registros criminais.

#### Invasão ao Capitólio do estado de Michigan
Em 30 de abril de 2020, menos de um ano antes do ataque de 6 de janeiro e duas semanas após Trump publicar postagens nas redes sociais, pedindo a seus apoiadores que "libertassem" o estado de Michigan das políticas da COVID-19, centenas de apoiadores de Trump, incluindo membros de milícias, se reuniram ao redor do Capitólio do estado de Michigan para impedir que uma medida de saúde pública entrasse em vigor. Cerca de 100 manifestantes entraram no Capitólio, onde exibiram laços e bandeiras confederadas, além de cartazes com os dizeres "Tyrants Get the Rope" ("Tiranos, Peguem a Corda"). Durante o incidente, Trump apoiou os manifestantes e instou a governadora Gretchen Whitmer a negociar com eles, tuitando: "São pessoas muito boas, mas estão com raiva. Querem suas vidas de volta, em segurança! Vá vê-los, converse com eles, faça um acordo com os manifestantes". Os manifestantes conseguiram convencer os senadores estaduais republicanos a rejeitar a medida.
O editor do American Journal of Public Health, Alfredo Morabia, citou os ataques de Michigan, o plano de sequestrar Whitmer e outros incidentes de perturbação por grupos políticos armados, como preparativos para os ataques de 6 de janeiro.

### Desumanização e racismo
A adesão de Trump ao extremismo de direita e diversas declarações e ações foram acusadas de ecoar o fascismo, a retórica nazista, a ideologia de extrema direita, o antissemitismo e a supremacia branca. Em 2018, o Dr. Mike Cole, professor emérito de educação e igualdade na Bishop Grosseteste University (Reino Unido), declarou que a retórica racista e fascista de Trump e a agenda que a acompanhava eram direcionadas a pessoas de cor nos EUA e em outros lugares, e seu uso do Twitter promovia uma pedagogia pública de ódio para dar legitimidade ao fascismo. Cole destacou as conexões do neonazista Andrew Anglin com a alt-right para afirmar que se trata de um novo movimento (neo)fascista, mas com ligações a movimentos supremacistas brancos mais antigos, em vez de apenas um componente do conservadorismo de direita. Mattias Gardell argumentou que a "visão fascista fundamental do renascimento nacional" de Trump apresentava "nacionalismo banal, americanismo, nativismo, supremacia branca, destino manifesto e discurso e prática racializados". Gardell argumenta que, embora a maioria dos eleitores de Trump não fosse fascista, sua retórica apresentava um retorno aos "elementos fascistas" da nostalgia política e que um "meio heterogêneo de nacionalistas brancos, tradicionalistas radicais, identitários da direita alternativa, denunciantes de conspirações, milícias, neoconfederados e cidadãos soberanos" foi conscientemente atendido por Trump, o que se relacionava a uma importante "dimensão afetiva que o fascismo frequentemente atende".
Os comentários de Trump comparando seus inimigos políticos a "animais daninhos" que serão "erradicados" foram comparados por vários historiadores à retórica fascista de Adolf Hitler e Benito Mussolini. Durante um comício em 2023, Trump declarou:
Em homenagem aos nossos grandes veteranos no Dia dos Veteranos, prometemos a vocês que erradicaremos os comunistas, marxistas, fascistas e os bandidos da esquerda radical que vivem como animais daninhos dentro dos limites do nosso país, que mentem, roubam e trapaceiam nas eleições e farão tudo o que for possível; eles farão qualquer coisa, legal ou ilegalmente, para destruir a América e destruir o Sonho Americano.
Os comentários foram comparados aos comentários feitos pelo político nazista Wilhelm Kube em fevereiro de 1933 em uma publicação de propaganda nazista, onde ele declarou: "Os judeus, como vermes, formam uma fila da Potsdamerplatz até a Anhalter Bahnhof... A única maneira de afugentar os vermes é expulsá-los". Eles também foram comparados aos fascistas britânicos de Oswald Mosley, que se referiam aos judeus como "ratos e vermes das sarjetas de Whitechapel" e a uma entrevista de Hitler em 1934, na qual ele declarou: "Tenho o direito de eliminar milhões de pessoas de uma raça inferior que se reproduz como vermes!"